# باز هنست
بَازُ هنست هو أحد أنواع الجوارح المُنتمية لفصيلة البازيَّات، وهو مُتوطِّنٌ في مدغشقر. تشمل موائله الطبيعيَّة الغابات الجافَّة الاستوائيَّة وشبه الاستوائيَّة، والغابات الرطبة الواطئة الاستوائيَّة وشبه الاستوائيَّة، والغابات الجبليَّة الرطبة الاستوائيَّة وشبه الاستوائيَّة، والمزارع. يتهددُها فقدان موائلها الطبيعيَّة جرَّاء الأنشطة البشريَّة.